# Emmanuelle (film, 2024)
Pour les articles homonymes, voir Emmanuelle.
Pour plus de détails, voir Fiche technique et Distribution.
Emmanuelle est un film érotique français réalisé par Audrey Diwan et sorti en 2024. La réalisatrice coécrit le scénario avec Rebecca Zlotowski d'après le roman du même nom d'Emmanuelle Arsan. Le rôle-titre est tenu par Noémie Merlant.
Cette fiction est, après la version de 1974, une nouvelle adaptation du personnage littéraire Emmanuelle et de son univers.

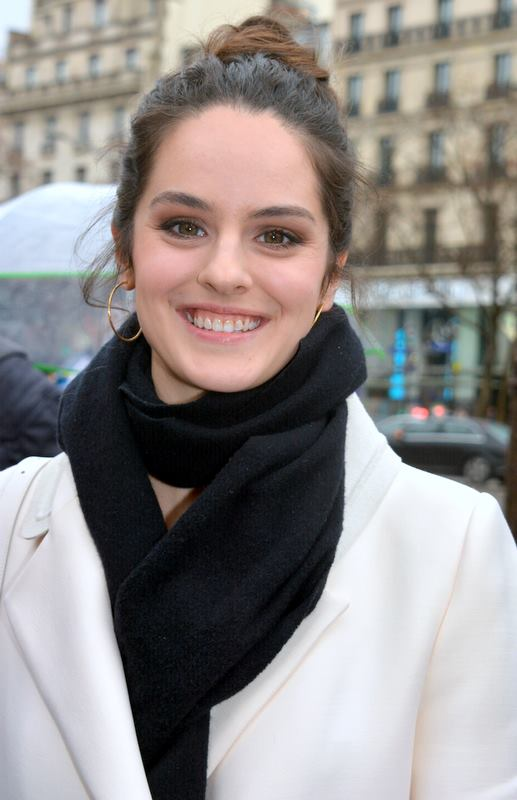
Noémie Merlant.

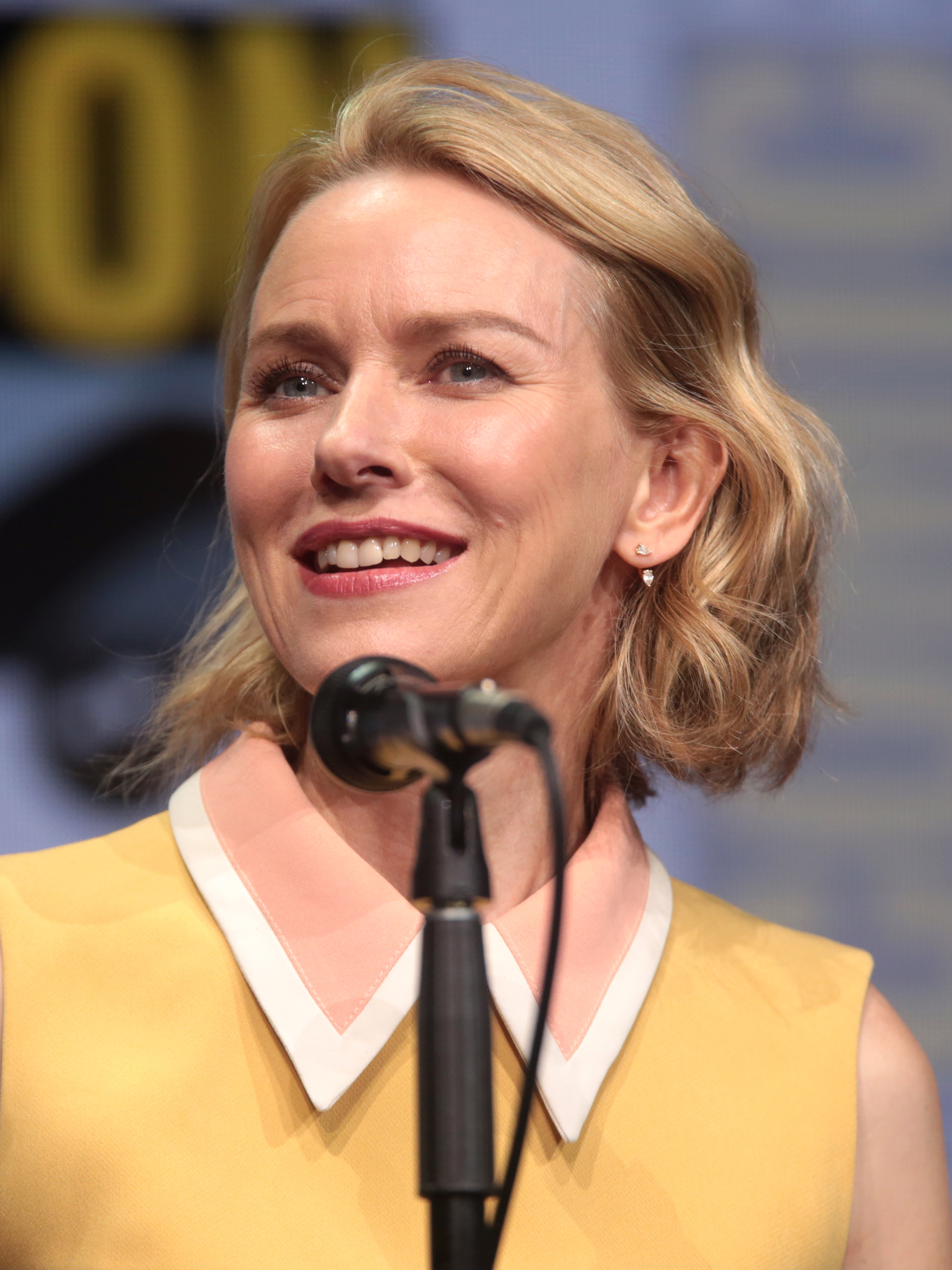
Naomi Watts.

## Synopsis
Emmanuelle, contrôleuse de qualité pour une chaîne d'hôtel de luxe, arrive à Hong Kong pour évaluer un grand hôtel géré par Margot, dans le but de la licencier. À la recherche d'un plaisir perdu, elle multiplie les expériences sensuelles et fait la rencontre de Kei, un client mystérieux qui pique sa curiosité.

## Fiche technique
- Titre original : Emmanuelle
- Réalisation : Audrey Diwan
- Scénario : Audrey Diwan et Rebecca Zlotowski
- Musique : Evgueni Galperine et Sacha Galperine
- Décors : Katia Wyszkop[1]
- Photographie : Laurent Tangy
- Montage : Pauline Gaillard
- Costumes : Jürgen Doering
- Son : Antoine Mercier
- Production : Marion Delord, Reginald de Guillebon
- Sociétés de production : Chantelouve, Rectangle Productions, Goodfellas et October
- Sociétés de distribution : Pathé (France)[2]
- Budget : 18 millions d'euros[3]
- Pays de production :  France
- Langue originale : anglais, français
- Format : couleur
- Genre : érotique
- Durée : 107 minutes
- Dates de sortie :
  - Espagne : 20 septembre 2024 (festival de Saint-Sébastien)
  - France, Belgique : 25 septembre 2024
- Classification :
  - France : interdit aux moins de 12 ans

## Distribution
- Noémie Merlant (VF : elle-même) : Emmanuelle
- Will Sharpe (VF : Gauthier Battoue) : Kei
- Naomi Watts (VF : Ingrid Donnadieu) : Margot
- Jamie Campbell Bower (VF : Pierre-Louis Bonnat) : Sir John
- Chacha Huang : Zelda
- Anthony Wong Chau-sang (VF : Thierry Hancisse) : The Eye
- Carole Franck (VF : elle-même)  : la mère d'Emmanuelle (voix)
- Adrienne Lau (en) : la propriétaire d'un restaurant

## Production

### Genèse et développement
Le 16 mai 2022, la réalisatrice française d'origine libanaise Audrey Diwan, lauréate du Lion d'or à la Mostra de Venise 2021, annonce sur son compte Instagram que son prochain long-métrage sera une nouvelle adaptation de l'univers et du personnage littéraires Emmanuelle, avec Léa Seydoux dans le rôle principal : « Très heureuse d'annoncer mon prochain film. Emmanuelle avec Léa Seydoux. Scénario coécrit avec Rebecca Zlotowski. »,,,,.
Le projet du film, qui marque les débuts en langue anglaise de Diwan, est présenté aux acheteurs le 18 mai 2022 au marché du film de Cannes 2022,,,.
Le scénario est coécrit en anglais avec la réalisatrice et scénariste Rebecca Zlotowski,,,,,.
En février 2023, Audrey Diwan déclare à Deadline Hollywood : « J'adore les histoires racontées à travers le corps. Avec L'Événement, j'ai passé ces dernières années à explorer l'idée de la douleur. Ensuite, je dirais "naturellement", j'ai eu envie d'explorer le plaisir. J'aimerais lui redonner ses lettres de noblesse, j'aime filmer le corps en le regardant de tout cœur mais sans provocation. Et je veux embrasser une grammaire propre à la notion d'érotisme. L'érotisme repose autant sur ce que l'on montre que sur ce que l'on cache. C'est de là que vient l'excitation. ».
Audrey Diwan explique avoir construit un personnage d'Emmanuelle qui se rapporte à elle-même : « Au début, quand j'écris, je ressens toujours le besoin de rechercher un lien intime avec l'histoire. Donc mon film va se passer de nos jours, Emmanuelle est une femme qui est proche de mon âge. J'ai eu envie d'explorer sa quête du plaisir, ce qu'elle représente quand on a déjà fait son chemin dans la vie. Quand on n'est pas dans la découverte, mais dans la recherche. Avec ma coscénariste Rebecca Zlotowski, nous avons imaginé une femme qui a du pouvoir, qui s'est battue, a escaladé sa montagne, et s'est aussi construit une armure. Elle se sent seule. Mais comment sortir de la solitude ? Emmanuelle est l'histoire d'une femme qui essaie de lâcher prise. Tout le film consiste à tracer un chemin vers l'autre. ».
La réalisatrice précise encore à Deadline Hollywood que le film se déroule à Hong Kong, dans l'hôtel de luxe où Emmanuelle travaille : « J'aime l'idée de ces couloirs où mes personnages se frôlent, se rencontrent, se cherchent. Au-delà de la question des corps, je veux explorer celle d'un monde qui formate toute forme de relation, chercher comment ce système peut mal tourner, comment on se connecte aux autres, comment on touche à sa propre vulnérabilité. De quoi tisser entre eux des liens de plus en plus profonds. Avec un inconnu notamment, un client de l'hôtel. Mais je n'en dirai pas plus pour l'instant. C'est le principe, ce que nous montrons et ce que nous cachons. ».
Le 19 décembre 2023, dans une interview accordée à Deadline Hollywood après la fin du tournage, Audrey Diwan souligne que son film traite d'érotisme et non de pornographie : « J'ai commencé à réfléchir à la place de l'érotisme dans notre société actuelle et à la façon dont nous devons lutter contre la triste idée de la pornographie. L'érotisme est différent : il vient avec l'idée de beauté, de sensualité, c'est ce que l'on montre et ce que l'on cache. ».
Pathé sortira le film en France et France Télévisions l'a pré-acheté pour une diffusion télévisée.
En 2022, deux ans avant la sortie du film, Clément Arbrun, du site Terrafemina, voit dans le projet « une révision prometteuse. Une réalisatrice féministe pour repenser la création littéraire cultissime d'Emmanuelle Arsan donc, mais pas seulement. Car au scénario de cet Emmanuelle, c'est encore une autre plume engagée et sensible que l'on retrouve : celle de la cinéaste Rebecca Zlotowski », ainsi qu'un « remake particulièrement alléchant qui devrait faire la part belle au female gaze. ».
Le 11 octobre 2024, dans un entretien accordé à la revue Tsounami, Audrey Diwan déclare : « Ce film n'aurait jamais dû s'appeler Emmanuelle. ». Dans cet article, elle parle de « malentendu » et d'une « impossible adaptation ». Elle explique avoir voulu filmer l'« absence de désir », plutôt que de rejouer les codes érotiques associés au roman originel. Elle revient sur la complexité de la production (financement, tournage dans un hôtel de luxe, etc.). Malgré un accueil très mitigé de la part de la critique et du public, la réalisatrice dit demeurer attachée à ce projet « expérimental ».

### Attribution des rôles
Le rôle-titre est confié initialement à Léa Seydoux,,. Cependant, le 13 février 2023, Audrey Diwan annonce via son compte Instagram que ce sera finalement Noémie Merlant qui incarnera le rôle-titre : « Je vous présente mon Emmanuelle ! J'ai hâte de vous présenter cette femme. »,. Le même jour, la réalisatrice déclare à Deadline Hollywood : « J'adore Léa Seydoux et je souhaite faire un film avec elle un jour. Mais pour moi, ce n'était pas le personnage que j'imaginais. De Portrait de la jeune fille en feu à Tár, je n'ai cessé d'être séduite par la force du jeu de Noémie Merlant. Elle épouse l'idée du personnage, capable de jouer à la fois l'autorité et la séduction. Noémie redéfinit la femme française. Son attitude, son sourire, cette pointe d'insolence qui revient souvent. Je suis aussi sensible à l'idée de trouver en mon actrice une partenaire intellectuelle, quelqu'un avec qui je vais composer ce personnage. Le film demande une implication énorme, une confiance mutuelle. Et je sais que j'ai trouvé la bonne personne. »,,. Elle conclut : « Noémie Merlant est un pur choix artistique, un choix évident comme l'était Anamaria Vartolomei dans mon film précédent. »,,.
De son côté, l'actrice Noémie Merlant précise : « Pour moi, c'est un voyage ce film. Un voyage vers des choses qui m'intéressent comme la sexualité féminine, avec les désirs de ce personnage, ses fantasmes. Il y a une prise de risque, forcément. Mais c'est un risque intéressant et important. ». Concernant le film de Just Jaeckin avec Sylvia Kristel, Noémie Merlant reconnaît, un peu gênée : « Je ne l'ai jamais vu et je n'en avais même jamais entendu parler. Je suis peut-être complètement à côté de la plaque. J'ai appris qu'il s'était joué pendant dix ans sur les Champs-Élysées à l'époque. Peut-être que je devrais le rattraper ? Je ne sais pas, car le projet d'Audrey n'a rien à voir. En revanche, je vais lire le livre d'Emmanuelle Arsan dont il est inspiré. Avec Audrey et Rebecca Zlotowski qui co-écrit le scénario, je suis entre de bonnes mains. Dans ce film, Emmanuelle ne sera pas objet. Elle sera sujet. ».
Le 17 décembre 2023, l'actrice britannique Naomi Watts indique sur son compte Instagram faire partie du casting du film,. Elle dévoile par la même occasion deux photos, l'une où elle pose avec « l'extraordinairement talentueuse star du film Noémie Merlant » et l'autre montrant Audrey Diwan, « notre brillante réalisatrice ».
Le reste de la distribution n'est révélé qu'au moment de l'annonce de la fin du tournage, le 19 décembre 2023 : il comprend Will Sharpe, Jamie Campbell Bower, Anthony Wong et Chacha Huang,,,.

### Tournage
Le tournage se déroule à partir du 9 octobre 2023 à Hong Kong.
Le 19 décembre 2023, la réalisatrice Audrey Diwan annonce sur son compte Instagram la fin du tournage et publie une photo de Noémie Merlant allongée, nue, dans un lit d'hôtel luxueux,,,.

## Accueil critique
En France, lors de la sortie du film en 2024, le site Allociné propose une moyenne de 3,0⁄5, fondée sur 34 critiques de presse. Le film ne réalise que 68 205 entrées en cinq semaines d'exploitation.
Avec à peine 643 000 euros de box office pour 18 millions de budget, le film est un naufrage financier total.

## Sélection
- Festival international du film de Saint-Sébastien 2024 : en compétition